# Route nationale 1F (Roumanie)
La DN1F (en roumain : Drumul Național 1F) est une route nationale roumaine, reliant le centre-ville de Cluj-Napoca à la frontière avec la Hongrie au niveau de la commune d'Urziceni, dans le județ de Satu Mare.